# Zeraikia
Zeraikia is een geslacht van wantsen uit de familie van de Reduviidae (Roofwantsen). Het geslacht werd voor het eerst wetenschappelijk beschreven door Gil-Santana & Costa in 2003.

## Soorten
Het genus bevat de volgende soorten:

- Zeraikia novafriburguensis Gil-Santana & Costa, 2003
- Zeraikia zeraikae Gil-Santana, 2017